# Martin Samuelsen
Martin Samuelsen (Haugesund, 17 april 1997) is een Noors voetballer die bij voorkeur als offensieve middenvelder of vleugelspeler speelt. Hij verruilde Hull City in de zomer van 2021 voor FK Haugesund.

## Clubcarrière
Samuelsen verruilde op vijftienjarige leeftijd SK Vard Haugesund voor Manchester City. Drie jaar later trok hij naar West Ham United. Op 16 juli 2015 debuteerde hij in de UEFA Europa League tegen het Maltese Birkirkara. De Noor viel na 59 minuten in voor Morgan Amalfitano. In november 2015 werd hij verhuurd aan Peterborough. Voor die club maakte hij één treffer in zeventien competitieduels. Ook in de daaropvolgende twee seizoenen leende de Londense Premier League club hem uit, aan achtereenvolgens Blackburn Rovers, opnieuw Peterborough United en het eerste half jaar van 2018 een Burton Albion. Eind juli 2018 werd Samuelsen door West Ham United opnieuw verhuurd, ditmaal voor één seizoen aan VVV-Venlo. De flankspeler kon bij de Venlose eredivisionist niet rekenen op een basisplaats en vertrok bij gebrek aan speeltijd in februari 2019 naar zijn geboorteland, waar hij opnieuw op huurbasis aansloot bij FK Haugesund. In januari 2020 de overstap naar Hull City waar hij een contract tekende voor 2,5 jaar. Een jaar later werd hij verhuurd aan Aalborg BK. Na afloop van de huurperiode vertrok hij definitief bij Hull City om naar Noorwegen terug te keren waar hij opnieuw aansloot bij FK Haugesund.

## Clubstatistieken
| Seizoen                                | Club                | Competitie      | Competitie | Competitie | Beker | Beker | Internationaal | Internationaal | Overige1 | Overige1 | Totaal | Totaal |
| Seizoen                                | Club                | Competitie      | Wed.       | Dlp.       | Wed.  | Dlp.  | Wed.           | Dlp.           | Wed.     | Dlp.     | Wed.   | Dlp.   |
| -------------------------------------- | ------------------- | --------------- | ---------- | ---------- | ----- | ----- | -------------- | -------------- | -------- | -------- | ------ | ------ |
| 2015/16                                | West Ham United     | Premier League  | 0          | 0          | 0     | 0     | 2              | 0              | 0        | 0        | 2      | 0      |
| 2015/16                                | Peterborough United | League One      | 17         | 1          | 3     | 1     | —              | —              | 0        | 0        | 20     | 2      |
| 2016/17                                | West Ham United     | Premier League  | 0          | 0          | 0     | 0     | 0              | 0              | 0        | 0        | 0      | 0      |
| 2016/17                                | Blackburn Rovers    | Championship    | 3          | 0          | 0     | 0     | —              | —              | 1        | 0        | 4      | 0      |
| 2016/17                                | Peterborough United | League One      | 11         | 1          | 1     | 0     | —              | —              | 0        | 0        | 12     | 1      |
| 2017/18                                | West Ham United     | Premier League  | 0          | 0          | 0     | 0     | —              | —              | 0        | 0        | 0      | 0      |
| 2017/18                                | Burton Albion       | Championship    | 9          | 0          | 0     | 0     | —              | —              | 0        | 0        | 9      | 0      |
| 2018/19                                | VVV-Venlo           | Eredivisie      | 10         | 0          | 2     | 2     | —              | —              | —        | —        | 12     | 2      |
| 2019                                   | FK Haugesund        | Eliteserien     | 28         | 6          | 7     | 7     | 4              | 1              | —        | —        | 39     | 14     |
| 2019/20                                | Hull City           | Championship    | 7          | 0          | 1     | 0     | —              | —              | 0        | 0        | 8      | 0      |
| 2020/21                                | Hull City           | League One      | 5          | 0          | 1     | 0     | —              | —              | 4        | 2        | 10     | 2      |
| 2020/21                                | Aalborg BK          | Superligaen     | 13         | 0          | 0     | 0     | —              | —              | 1        | 0        | 14     | 0      |
| 2021                                   | FK Haugesund        | Eliteserien     | 16         | 2          | 0     | 0     | —              | —              | —        | —        | 16     | 2      |
| 2022                                   | FK Haugesund        | Eliteserien     | 18         | 1          | 3     | 1     | —              | —              | —        | —        | 21     | 2      |
| 2023                                   | FK Haugesund        | Eliteserien     | 15         | 2          | 1     | 0     | —              | —              | —        | —        | 16     | 2      |
| 2024                                   | FK Haugesund        | Eliteserien     | 9          | 1          | 1     | 0     | —              | —              | —        | —        | 10     | 1      |
| 2024                                   | FK Haugesund 2      | 3. divisjon     | 1          | 0          | —     | —     | —              | —              | —        | —        | 1      | 0      |
| Carrière totaal                        | Carrière totaal     | Carrière totaal | 162        | 14         | 20    | 11    | 6              | 1              | 6        | 2        | 194    | 28     |
| Bijgewerkt tot en met 26 december 2024 |                     |                 |            |            |       |       |                |                |          |          |        |        |

1Overige officiële wedstrijden, te weten League Cup, EFL Trophy en playoffs.

## Interlandcarrière
Op 1 juni 2016 debuteerde Samuelsen voor Noorwegen in de vriendschappelijke interland tegen IJsland. Hij viel na 53 minuten in voor Pal André Helland.

### Interlandstatistieken
| Interlands van Martin Samuelsen voor Noorwegen | Interlands van Martin Samuelsen voor Noorwegen | Interlands van Martin Samuelsen voor Noorwegen | Interlands van Martin Samuelsen voor Noorwegen | Interlands van Martin Samuelsen voor Noorwegen | Interlands van Martin Samuelsen voor Noorwegen |
| №                                              | Datum                                          | Wedstrijd                                      | Uitslag                                        | Competitie                                     | Goals                                          |
| Als speler van West Ham United                 | Als speler van West Ham United                 | Als speler van West Ham United                 | Als speler van West Ham United                 | Als speler van West Ham United                 | Als speler van West Ham United                 |
| ---------------------------------------------- | ---------------------------------------------- | ---------------------------------------------- | ---------------------------------------------- | ---------------------------------------------- | ---------------------------------------------- |
| 1                                              | 1 juni 2016                                    | Noorwegen – IJsland                            | 3 – 2                                          | Vriendschappelijk                              | 0                                              |
| Als speler van Blackburn Rovers                |                                                |                                                |                                                |                                                |                                                |
| 2                                              | 31 augustus 2016                               | Noorwegen – Wit-Rusland                        | 0 – 1                                          | Vriendschappelijk                              | 0                                              |
| 3                                              | 11 oktober 2016                                | Noorwegen – San Marino                         | 4 – 1                                          | Kwalificatie WK 2018                           | 1                                              |